# René Englebert
René Englebert va ser un tirador belga que va competir a començaments del segle xx. El 1908 va prendre part en els Jocs Olímpics de Londres, on disputà dues proves del programa de tir. En la prova de Pistola lliure per equips guanyà la medalla de plata. A més a més disputà la prova de pistola individual, on fou quinzè.